# Ribera del Jiloca
Ribera del Jiloca es una indicación geográfica protegida, utilizada para designar los vinos de la tierra originarios de la zona vitícola del valle del Jiloca, en el suroeste de Aragón (España). 
Esta indicación geográfica fue reglamentada en 2005.

## Zona de producción
Comprende los siguientes municipios:
- En la provincia de Teruel: Báguena, Burbáguena, Calamocha, Fuentes Claras, Lechago, Luco de Jiloca y San Martín del Río.

- En la provincia de Zaragoza: Anento, Balconchán, Daroca, Langa del Castillo, Mainar, Manchones, Murero, Nombrevilla, Orcajo, Retascón, Val de San Martín, Valdehorna, Villafeliche y Villanueva de Jiloca.

## Variedades de uva
- Blancas: Macabeo, Chardonnay y Garnacha blanca

- Tintas: Robal, Moristel, Monastrell, Bobal, Mazuela, Cabernet Sauvignon, Merlot, Graciano, Tempranillo, Garnacha Tinta y Syrah.

## Bodegas
- Cooperativa Santo Tomás de Aquino
- Cooperativa del Campo San Martín
- Cooperativa del Campo Gil de Bernabé